# Sonate pour violon et violoncelle de Ravel
Pour les articles homonymes, voir Sonate pour violon et violoncelle.

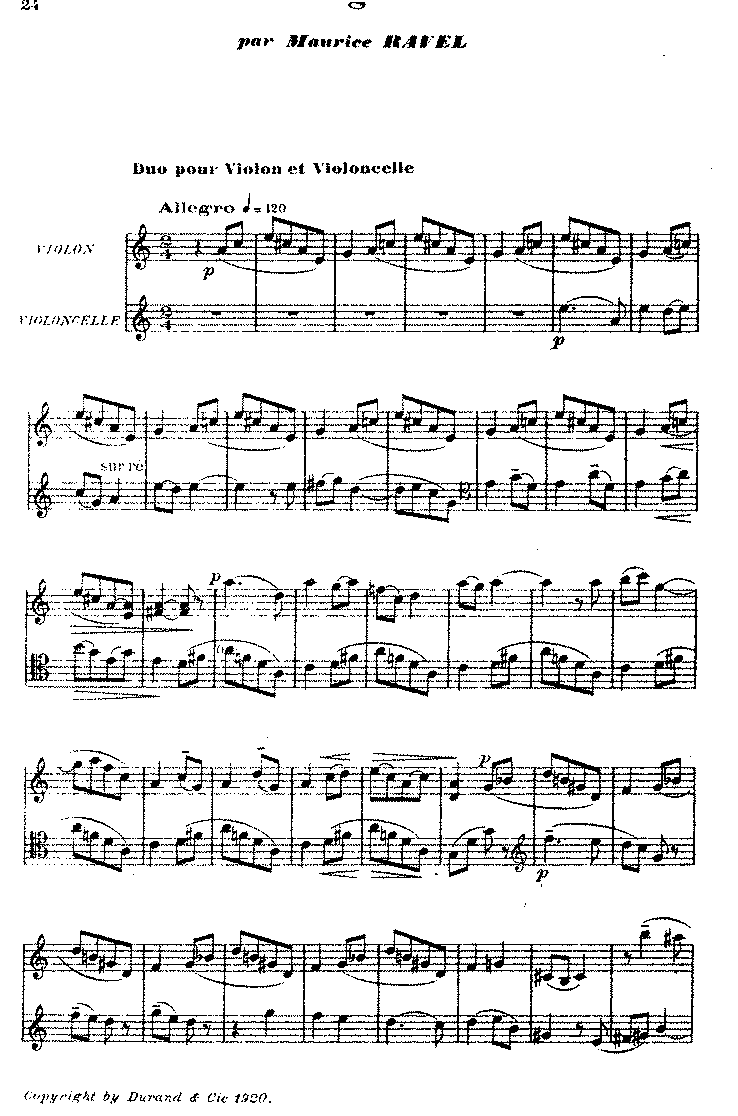
Partition de la sonate pour violon et violoncelle, de Maurice Ravel

La sonate pour violon et violoncelle est une œuvre composée par Maurice Ravel à partir d'avril 1920, et dédiée à la mémoire de Claude Debussy.
L'œuvre porte la référence M.73, dans le catalogue des œuvres du compositeur établi par le musicologue Marcel Marnat.
Cette œuvre s'inscrit dans la mouvance des compositions pour effectifs réduits de l'après Première Guerre mondiale dont L'Histoire du soldat d'Igor Stravinsky est l'archétype.

## Historique
À la fin de la Première Guerre mondiale, Ravel sort d'une période très intense physiquement et émotionnellement ; il se remet également d'un accès de dysenterie et de la mort de sa mère.
Après la mort de Claude Debussy en 1918, Ravel est considéré comme le compositeur français le plus important,. On lui propose donc de participer à un supplément de La Revue musicale en hommage à Debussy, à paraître en décembre 1920, aux côtés, entre autres, de Béla Bartók, Paul Dukas, Manuel de Falla, Albert Roussel, Erik Satie et Igor Stravinsky. Ravel y publie ce qui deviendra le premier mouvement de sa Sonate.
Il en commence l'écriture en avril 1920, époque à laquelle il s'installe à Montfort-l'Amaury. Il lui faudra deux ans pour finir les quatre mouvements. Pour le compositeur, « cette sonate marque un tournant dans ma carrière. Le dépouillement y est poussé à l'extrême ».
La création de ce qui s'appelle à l'époque Duo a lieu le 6 avril 1922 avec Hélène Jourdan-Morhange au violon et Maurice Maréchal au violoncelle.

« Ravel n'admettait pas la moindre petite fissure entre les sonorités pourtant si dissemblables des deux instruments… « mais c'est trop compliqué, disais-je pour me venger, vous faites jouer la flûte par le violoncelle et du tambour au violon ! » Et pourtant… Quand on a travaillé et retravaillé cette Sonate, on se rend compte que c'est là peut-être l'œuvre la plus exceptionnelle de Ravel, quant à l'écriture : jeux déliés du contrepoint qui enchantent au même titre que les jeux de l'esprit. »

— Hélène Jourdan-Morhange, 1945
L'œuvre est très mal reçue par la critique, critiquant ses « fausses notes ».

## Description
Ravel renonce dans cette Sonate aux « charmes harmonique » et met l'accent sur la mélodie,. Son esthétique et son économie de moyens (le « dépouillement ») emprunte aux dernières œuvres de Debussy. On trouve également, dans le jeu de dissonances et la virtuosité, des réminiscences de la musique de Zoltán Kodály (dont Ravel connaissait probablement le Duo pour violon et violoncelle publié en 1914), de Béla Bartók et de la musique folklorique hongroise.
La conception d'une sonate pour seulement deux instruments mélodiques est une gageure. Comme pour son Quatuor à cordes et son Trio avec piano, Ravel construit sa Sonate sur une structure cyclique, en se basant sur des éléments thématiques et motiviques pour unifier l'œuvre. Les deux principaux thèmes apparaissent dans les 50 premières mesures du premier mouvement :
- Le premier thème est une alternance des tierces mineure et majeure. Il est entendu au violon à l'ouverture du premier mouvement, donné dans son intégralité dans le deuxième mouvement, un peu dans le troisième et au milieu du quatrième[2] ;
- le deuxième thème, plus anguleux, est une succession de septièmes. Il est donné au violoncelle dans le premier mouvement[3], on le retrouve au début des deuxième et troisième mouvements, et à un point culminant au milieu du final[2].

Ravel introduit ces thèmes en les alternant entre les deux instruments, et les entremèle dans un contrepoint toujours limpide.
Le deuxième mouvement, un scherzo, joue notamment sur les contrastes de timbres entre arco et pizzicato.
Le troisième mouvement est un choral austère, construit autour d'un climax basé sur le deuxième thème du premier mouvement.
Le mouvement final, virtuose, multiforme et polyphonique, est basé sur deux centres tonaux, Do et Fa. Ce triton se retrouve dans certains thèmes, notamment ceux avec une teinte hongroise. Différents thèmes se combinent dans un final contrapuntique.

## Structure
La Sonate pour violon et violoncelle comporte quatre mouvements et son exécution dure environ vingt minutes. Un thème d'inspiration hongroise domine le premier et dernier mouvements. 
1. Allegro
2. Très vif
3. Lent
4. Vif, avec entrain

## Discographie
- David Oïstrakh et Josef Suk, 1967
- Renaud Capuçon et Gautier Capuçon, Ravel : Sonates & Trio, 2002 (Virgin Classics)
- Frank Peter Zimmermann et Heinrich Schiff, Frank Peter Zimmermann and Heinrich Schiff Play Honegger, Martinu, Bach, Pintscher, Ravel, 2006 (ECM)
- Julia Fischer et Daniel Müller-Schott,  Duo Sessions, 2016 (Orfeo)